# Рудничное (Кривой Рог)
Рудничное (укр. Рудничне) — исторический район города Кривой Рог Днепропетровской области, бывший посёлок Криворожского городского совета.
Код КОАТУУ — 1211068501. 

## История
Население по данным 1985 года составляло 1300 человек.
В 1997 году посёлок официально ликвидирован, но люди там продолжают жить, действует школа, детский сад, амбулатория, магазины. Люди ждут расселения, так как посёлок должен быть снесён. Такая ситуация длится уже более 20 лет. С трёх сторон посёлок окружён отвалами окисленных руд, и только с южной стороны выход на соседние посёлки и посёлки Новолатовского сельского совета.

## Характеристика
Посёлок Рудничное находится в южной части города, на правом берегу реки Ингулец, ниже по течению на расстоянии в 2 км расположен бывший пгт Рахмановка.
В посёлке есть братская могила советских воинов.
На противоположном берегу реки расположен отвал пустой породы ПАО «ЮГОК».